# Van Halen III
Van Halen III é o décimo primeiro álbum da banda Van Halen, lançado em 17 de Março de 1998. Devido ao baixo índice de vendas, este foi o único álbum com o vocalista Gary Cherone, da banda Extreme. 

## Faixas
| N.º            | Título                 | Duração |  |
| 1.             | "Neworld"              | 1:45    |  |
| 2.             | "Without You"          | 6:30    |  |
| 3.             | "One I Want"           | 5:30    |  |
| 4.             | "From Afar"            | 5:24    |  |
| 5.             | "Dirty Water Dog"      | 5:27    |  |
| 6.             | "Once"                 | 7:42    |  |
| 7.             | "Fire in the Hole"     | 5:31    |  |
| 8.             | "Josephina"            | 5:42    |  |
| 9.             | "Year to the Day"      | 8:34    |  |
| 10.            | "Primary"              | 1:27    |  |
| 11.            | "Ballot or the Bullet" | 5:42    |  |
| 12.            | "How Many Say I"       | 6:04    |  |
| Duração total: | Duração total:         | 65:10   |  |

## Créditos
- Eddie Van Halen - guitarra, teclado, baixo, backing vocals, vocal principal em  "How Many Say I"
- Michael Anthony - baixo, backing vocals
- Alex Van Halen - bateria, percussão
- Gary Cherone - vocal principal

### Músicos adicionais
- Mike Post - piano em "Neworld"

### Produção
- Produtores: Mike Post, Eddie Van Halen
- Engenheiros de áudio: Erwin Musper, Eddie Van Halen
- Mixagem: The Edward, Robbes
- Masterização: The Edward, Robbes, Eddy Schreyer
- Programação: Florian Ammon, Ian Dye, Ed Rogers, Paul Wight
- Direção de arte: Stine Schyberg
- Fotografia: Dan Chavkin
- Coloração: F. Scott Schafer

## Desempenho nas paradas

### Álbum
| Parada musical (1986)                 | Melhor posição |
| ------------------------------------- | -------------- |
| Estados Unidos (Billboard 200)        | 4              |
| Canadá (Billboard)                    | 4              |
| Suíça (Schweizer Hitparade)           | 38             |
| Alemanha (Offizielle Deutsche Charts) | 13             |
| Áustria (Ö3 Austria Top 40)           | 23             |
| França (SNEP)                         | 49             |
| Países Baixos (Dutch Charts)          | 24             |
| Suécia (Sverigetopplistan)            | 39             |
| Finlândia (Suomen virallinen lista)   | 5              |
| Noruega (VG-lista)                    | 29             |
| Austrália (ARIA)                      | 8              |
| Nova Zelândia (RMNZ)                  | 14             |

### Singles
Billboard (América do Norte)
| Ano  | Single             | Chart           | Posição |
| ---- | ------------------ | --------------- | ------- |
| 1998 | "Without You"      | Mainstream Rock | 1       |
| 1998 | "One I Want"       | Mainstream Rock | 27      |
| 1998 | "Fire in the Hole" | Mainstream Rock | 6       |

## Certificações
| País           | Certificador | Certificação | Vendas   |
| -------------- | ------------ | ------------ | -------- |
| Estados Unidos | RIAA         | Ouro         | 500 000+ |